# بیوی (مالاوی)
بیوی (به لاتین: Biwi) یک منطقهٔ مسکونی در مالاوی است که در منطقه مرکزی مالاوی واقع شده‌است. بیوی ۱٬۲۷۶ متر بالاتر از سطح دریا واقع شده‌است.